# 仲野元
仲野 元（なかの げん、3月22日 - ）は、日本の舞台俳優、声優。以前は湘南テアトロ☆デラルテに所属していた。

## 出演作品

### 舞台
- 湘南アクターズVOL1【見果てぬ夢】（梶原啓一郎）
- 湘南アクターズVOL2【煙が目にしみる】（北見英治）
- 湘南アクターズVOL3【誰かが誰かを愛している】（福井沢男）
- 湘南アクターズVOL4【アルジャーノンに花束を】（マットゴードン）
- 湘南アクターズVOL5【幸せのアルデンテ】（栗原晴男）
- 湘南アクターズVOL6【想い出のガーデニア】（猿滑）
- 湘南アクターズVOL7【微笑みのサムシング】（木村一）
- 湘南アクターズVOL8【天使のいる珈琲店】（野田勇）
- 湘南アクターズVOL9【幸せのアルデンテ（再演）】（栗原晴男）
- 湘南アクターズVOL10【ウェルメイド家族】（山川ヒロシ）
- 湘南アクターズVOL11【シロツメクサの花咲く】（明神）
- 湘南アクターズVOL12【はちみつ－ﾌﾙｺｰｽﾊﾞｰｼﾞｮﾝ－】（カメラ君）
- 湘南アクターズVOL13【十二人の怒れる男】（陪審員三号）
- 湘南アクターズVOL14【ふしぎちゃん-Hello&Good-bye】（野々村智也）
- 湘南アクターズワンコインシアター【十二人の怒れる男】（陪審員三号）
- 第6回市民演劇フェスティバル【素敵な花の咲かせ方】（猿滑）
- 第7回市民演劇フェスティバル【十二人の怒れる男】（陪審員三号）
- 第8回市民演劇フェスティバル【別役実のコント検定!〜不条理な笑いのライセンスをあなたに】（ディア・ハンター他）

- 客演
- 第7回神奈川演劇博覧会・劇団しばい屋【ゆめのおくに】（腹黒大三郎）

### テレビアニメ
- うみねこのなく頃に（コンビニ店員）
- CODE-E（運転手）
- 絶対少年（講師）
- シュヴァリエ 〜Le Chevalier D'Eon〜（プラスラン）
- ひぐらしのなく頃に（レナの父、審判、労働者）
- ひぐらしなく頃に解（男、山狗、バス運転手、老人）
- ふたつのスピカ（学年主任）

### ドラマCD
- 愛と欲望は学園で1・2
- Vie Durant
- 拝み屋横丁顛末記
- 鬼絆(きずな) KIZUNA この陰りある哭のままに（酒呑童子の部下）
- GATE1、2
- この罪深き夜に
- 酒とYシャツとキス
- 秘密クラブへようこそ!
- 楽園ルウト
- らぶドル3rdProject

### ラジオドラ
- J-WAVE;TokyoSuperStition
- FMおだわら連続ﾗｼﾞｵﾄﾞﾗﾏ劇場first season【ダイアモンドの記憶】

### ゲーム
- ひぐらしのなく頃に